# Список астероїдів (207601—207700)
| Назва                         | Тимчасове позначення | Дата відкриття  | Місце відкриття                                  | Відкривач                           |
| ----------------------------- | -------------------- | --------------- | ------------------------------------------------ | ----------------------------------- |
| (207601) 2006 QQ99            | 2006 QQ99            | 24 серпня 2006  | Паломарська обсерваторія                         | NEAT                                |
| (207602) 2006 QU105           | 2006 QU105           | 28 серпня 2006  | Каталінський огляд                               | Каталінський огляд                  |
| (207603) 2006 QD111           | 2006 QD111           | 27 серпня 2006  | Обсерваторія Люлінь                              | Г.-К. Лін, К. Йє                    |
| (207604) 2006 QW111           | 2006 QW111           | 22 серпня 2006  | Паломарська обсерваторія                         | NEAT                                |
| (207605) 2006 QY113           | 2006 QY113           | 25 серпня 2006  | Сокорро (Нью-Мексико)                            | LINEAR                              |
| (207606) 2006 QK122           | 2006 QK122           | 29 серпня 2006  | Каталінський огляд                               | Каталінський огляд                  |
| (207607) 2006 QG130           | 2006 QG130           | 19 серпня 2006  | Паломарська обсерваторія                         | NEAT                                |
| (207608) 2006 QA140           | 2006 QA140           | 18 серпня 2006  | Паломарська обсерваторія                         | NEAT                                |
| (207609) 2006 QA142           | 2006 QA142           | 18 серпня 2006  | Паломарська обсерваторія                         | NEAT                                |
| (207610) 2006 QS155           | 2006 QS155           | 19 серпня 2006  | Обсерваторія Кітт-Пік                            | Spacewatch                          |
| (207611) 2006 QE157           | 2006 QE157           | 19 серпня 2006  | Обсерваторія Кітт-Пік                            | Spacewatch                          |
| (207612) 2006 QQ162           | 2006 QQ162           | 21 серпня 2006  | Обсерваторія Кітт-Пік                            | Spacewatch                          |
| (207613) 2006 RK9             | 2006 RK9             | 13 вересня 2006 | Паломарська обсерваторія                         | NEAT                                |
| (207614) 2006 RU13            | 2006 RU13            | 14 вересня 2006 | Обсерваторія Кітт-Пік                            | Spacewatch                          |
| (207615) 2006 RK15            | 2006 RK15            | 14 вересня 2006 | Паломарська обсерваторія                         | NEAT                                |
| (207616) 2006 RX33            | 2006 RX33            | 12 вересня 2006 | Каталінський огляд                               | Каталінський огляд                  |
| (207617) 2006 RJ43            | 2006 RJ43            | 14 вересня 2006 | Обсерваторія Кітт-Пік                            | Spacewatch                          |
| (207618) 2006 RF45            | 2006 RF45            | 14 вересня 2006 | Обсерваторія Кітт-Пік                            | Spacewatch                          |
| (207619) 2006 RU60            | 2006 RU60            | 14 вересня 2006 | Паломарська обсерваторія                         | NEAT                                |
| (207620) 2006 RK74            | 2006 RK74            | 15 вересня 2006 | Обсерваторія Кітт-Пік                            | Spacewatch                          |
| (207621) 2006 RK81            | 2006 RK81            | 15 вересня 2006 | Обсерваторія Кітт-Пік                            | Spacewatch                          |
| (207622) 2006 RT121           | 2006 RT121           | 15 вересня 2006 | Обсерваторія Кітт-Пік                            | Spacewatch                          |
| (207623) 2006 SK5             | 2006 SK5             | 16 вересня 2006 | Паломарська обсерваторія                         | NEAT                                |
| (207624) 2006 SY14            | 2006 SY14            | 17 вересня 2006 | Каталінський огляд                               | Каталінський огляд                  |
| (207625) 2006 SB45            | 2006 SB45            | 18 вересня 2006 | Обсерваторія Кітт-Пік                            | Spacewatch                          |
| (207626) 2006 SP56            | 2006 SP56            | 20 вересня 2006 | Каталінський огляд                               | Каталінський огляд                  |
| (207627) 2006 SA93            | 2006 SA93            | 18 вересня 2006 | Обсерваторія Кітт-Пік                            | Spacewatch                          |
| (207628) 2006 SK111           | 2006 SK111           | 22 вересня 2006 | Сокорро (Нью-Мексико)                            | LINEAR                              |
| (207629) 2006 SS144           | 2006 SS144           | 19 вересня 2006 | Обсерваторія Кітт-Пік                            | Spacewatch                          |
| (207630) 2006 SV167           | 2006 SV167           | 25 вересня 2006 | Обсерваторія Кітт-Пік                            | Spacewatch                          |
| (207631) 2006 SP225           | 2006 SP225           | 26 вересня 2006 | Обсерваторія Маунт-Леммон                        | Обсерваторія Маунт-Леммон           |
| (207632) 2006 SE299           | 2006 SE299           | 26 вересня 2006 | Сокорро (Нью-Мексико)                            | LINEAR                              |
| (207633) 2006 SV339           | 2006 SV339           | 28 вересня 2006 | Обсерваторія Кітт-Пік                            | Spacewatch                          |
| (207634) 2006 SN350           | 2006 SN350           | 30 вересня 2006 | Каталінський огляд                               | Каталінський огляд                  |
| (207635) 2006 SS390           | 2006 SS390           | 16 вересня 2006 | Обсерваторія Кітт-Пік                            | Spacewatch                          |
| (207636) 2006 SQ394           | 2006 SQ394           | 26 вересня 2006 | Каталінський огляд                               | Каталінський огляд                  |
| (207637) 2006 TE24            | 2006 TE24            | 12 жовтня 2006  | Обсерваторія Кітт-Пік                            | Spacewatch                          |
| (207638) 2006 TJ32            | 2006 TJ32            | 12 жовтня 2006  | Обсерваторія Кітт-Пік                            | Spacewatch                          |
| (207639) 2006 TN123           | 2006 TN123           | 2 жовтня 2006   | Обсерваторія Кітт-Пік                            | Spacewatch                          |
| (207640) 2006 UV22            | 2006 UV22            | 16 жовтня 2006  | Обсерваторія Маунт-Леммон                        | Обсерваторія Маунт-Леммон           |
| (207641) 2006 UK46            | 2006 UK46            | 16 жовтня 2006  | Обсерваторія Кітт-Пік                            | Spacewatch                          |
| (207642) 2006 UC180           | 2006 UC180           | 16 жовтня 2006  | Каталінський огляд                               | Каталінський огляд                  |
| (207643) 2006 UW181           | 2006 UW181           | 16 жовтня 2006  | Каталінський огляд                               | Каталінський огляд                  |
| (207644) 2006 UW322           | 2006 UW322           | 17 жовтня 2006  | Обсерваторія Кітт-Пік                            | Spacewatch                          |
| (207645) 2007 HB33            | 2007 HB33            | 19 квітня 2007  | Обсерваторія Маунт-Леммон                        | Обсерваторія Маунт-Леммон           |
| (207646) 2007 HJ50            | 2007 HJ50            | 20 квітня 2007  | Обсерваторія Кітт-Пік                            | Spacewatch                          |
| (207647) 2007 KQ8             | 2007 KQ8             | 22 травня 2007  | Обсерваторія Сайдинг-Спрінг                      | Обсерваторія Сайдинг-Спрінг         |
| (207648) 2007 LP18            | 2007 LP18            | 14 червня 2007  | Станція Андерсон-Меса                            | LONEOS                              |
| (207649) 2007 MX5             | 2007 MX5             | 17 червня 2007  | Обсерваторія Кітт-Пік                            | Spacewatch                          |
| (207650) 2007 MM8             | 2007 MM8             | 18 червня 2007  | Обсерваторія Кітт-Пік                            | Spacewatch                          |
| (207651) 2007 MV13            | 2007 MV13            | 19 червня 2007  | Обсерваторія Кітт-Пік                            | Spacewatch                          |
| (207652) 2007 OQ3             | 2007 OQ3             | 18 липня 2007   | Обсерваторія Шант-Пердрі                         | Обсерваторія Шант-Пердрі            |
| (207653) 2007 OS3             | 2007 OS3             | 18 липня 2007   | Андрушівка                                       | Андрушівка                          |
| (207654) 2007 OF7             | 2007 OF7             | 24 липня 2007   | Обсерваторія Ріді-Крик                           | Джон Бротон                         |
| (207655) 2007 OE8             | 2007 OE8             | 25 липня 2007   | Обсерваторія Люлінь                              | Спостереження обсерваторії Лу-Лінь  |
| (207656) 2007 OG10            | 2007 OG10            | 25 липня 2007   | Обсерваторія Люлінь                              | Спостереження обсерваторії Лу-Лінь  |
| 207657 Mangiantini            | 2007 PA              | 1 серпня 2007   | Обсерваторія Пістоїєзе                           | Лучано Тезі, Джанкарло Фаджолі      |
| (207658) 2007 PY              | 2007 PY              | 4 серпня 2007   | Обсерваторія Ріді-Крик                           | Джон Бротон                         |
| (207659) 2007 PV1             | 2007 PV1             | 6 серпня 2007   | Обсерваторія Ріді-Крик                           | Джон Бротон                         |
| (207660) 2007 PA2             | 2007 PA2             | 7 серпня 2007   | Обсерваторія Фарпойнт                            | Обсерваторія Фарпойнт               |
| (207661) 2007 PR5             | 2007 PR5             | 6 серпня 2007   | Обсерваторія Люлінь                              | Спостереження обсерваторії Лу-Лінь  |
| (207662) 2007 PG7             | 2007 PG7             | 5 серпня 2007   | Сокорро (Нью-Мексико)                            | LINEAR                              |
| (207663) 2007 PV7             | 2007 PV7             | 9 серпня 2007   | Обсерваторія Ріді-Крик                           | Джон Бротон                         |
| (207664) 2007 PJ8             | 2007 PJ8             | 10 серпня 2007  | Обсерваторія Ріді-Крик                           | Джон Бротон                         |
| (207665) 2007 PK8             | 2007 PK8             | 10 серпня 2007  | Обсерваторія Ріді-Крик                           | Джон Бротон                         |
| 207666 Habibula               | 2007 PA11            | 11 серпня 2007  | Обсерваторія Сен-Сюльпіс                         | Бернар Крістоф                      |
| (207667) 2007 PW18            | 2007 PW18            | 9 серпня 2007   | Сокорро (Нью-Мексико)                            | LINEAR                              |
| (207668) 2007 PX18            | 2007 PX18            | 9 серпня 2007   | Сокорро (Нью-Мексико)                            | LINEAR                              |
| (207669) 2007 PF20            | 2007 PF20            | 9 серпня 2007   | Сокорро (Нью-Мексико)                            | LINEAR                              |
| (207670) 2007 PH20            | 2007 PH20            | 9 серпня 2007   | Сокорро (Нью-Мексико)                            | LINEAR                              |
| (207671) 2007 PJ20            | 2007 PJ20            | 9 серпня 2007   | Сокорро (Нью-Мексико)                            | LINEAR                              |
| (207672) 2007 PD22            | 2007 PD22            | 10 серпня 2007  | Обсерваторія Кітт-Пік                            | Spacewatch                          |
| (207673) 2007 PQ26            | 2007 PQ26            | 13 серпня 2007  | Сокорро (Нью-Мексико)                            | LINEAR                              |
| (207674) 2007 PV29            | 2007 PV29            | 8 серпня 2007   | Сокорро (Нью-Мексико)                            | LINEAR                              |
| (207675) 2007 PC33            | 2007 PC33            | 9 серпня 2007   | Сокорро (Нью-Мексико)                            | LINEAR                              |
| (207676) 2007 PE33            | 2007 PE33            | 9 серпня 2007   | Сокорро (Нью-Мексико)                            | LINEAR                              |
| (207677) 2007 PE37            | 2007 PE37            | 13 серпня 2007  | Сокорро (Нью-Мексико)                            | LINEAR                              |
| (207678) 2007 PH42            | 2007 PH42            | 11 серпня 2007  | Станція Андерсон-Меса                            | LONEOS                              |
| (207679) 2007 PV42            | 2007 PV42            | 9 серпня 2007   | Сокорро (Нью-Мексико)                            | LINEAR                              |
| (207680) 2007 PY46            | 2007 PY46            | 10 серпня 2007  | Обсерваторія Кітт-Пік                            | Spacewatch                          |
| 207681 Caiqiao                | 2007 QO              | 16 серпня 2007  | Обсерваторія Цзицзіньшань                        | Обсерваторія Цзицзіньшань           |
| (207682) 2007 QX              | 2007 QX              | 17 серпня 2007  | Бісейська станція космічного патрулювання        | BATTeRS                             |
| (207683) 2007 QJ10            | 2007 QJ10            | 23 серпня 2007  | Обсерваторія Кітт-Пік                            | Spacewatch                          |
| (207684) 2007 QP12            | 2007 QP12            | 16 серпня 2007  | Серро-Бурек, Астрономічний комплекс Ель-Леонсіто | Астрономічний комплекс Ель-Леонсіто |
| (207685) 2007 QX12            | 2007 QX12            | 23 серпня 2007  | Обсерваторія Кітт-Пік                            | Spacewatch                          |
| (207686) 2007 RX2             | 2007 RX2             | 3 вересня 2007  | Каталінський огляд                               | Каталінський огляд                  |
| 207687 Senckenberg            | 2007 RZ15            | 12 вересня 2007 | Обсерваторія Таунус                              | Ервін Шваб, Райнер Клінґ            |
| (207688) 2007 RQ16            | 2007 RQ16            | 11 вересня 2007 | Обсерваторія Ґудрайк-Піґотт                      | Рой Такер                           |
| (207689) 2007 RR18            | 2007 RR18            | 12 вересня 2007 | Обсерваторія Шант-Пердрі                         | Обсерваторія Шант-Пердрі            |
| (207690) 2007 RE19            | 2007 RE19            | 14 вересня 2007 | Обсерваторія Столова Гора                        | Дж. Янґ                             |
| (207691) 2007 RS23            | 2007 RS23            | 3 вересня 2007  | Каталінський огляд                               | Каталінський огляд                  |
| (207692) 2007 RU27            | 2007 RU27            | 4 вересня 2007  | Каталінський огляд                               | Каталінський огляд                  |
| (207693) 2007 RC34            | 2007 RC34            | 5 вересня 2007  | Станція Андерсон-Меса                            | LONEOS                              |
| (207694) 2007 RB38            | 2007 RB38            | 8 вересня 2007  | Станція Андерсон-Меса                            | LONEOS                              |
| 207695 Ольгакопил (Olgakopyl) | 2007 RO39            | 8 вересня 2007  | Андрушівка                                       | Андрушівка                          |
| (207696) 2007 RO55            | 2007 RO55            | 9 вересня 2007  | Обсерваторія Кітт-Пік                            | Spacewatch                          |
| (207697) 2007 RF58            | 2007 RF58            | 9 вересня 2007  | Станція Андерсон-Меса                            | LONEOS                              |
| (207698) 2007 RG58            | 2007 RG58            | 9 вересня 2007  | Станція Андерсон-Меса                            | LONEOS                              |
| (207699) 2007 RB59            | 2007 RB59            | 10 вересня 2007 | Обсерваторія Кітт-Пік                            | Spacewatch                          |
| (207700) 2007 RJ70            | 2007 RJ70            | 10 вересня 2007 | Обсерваторія Кітт-Пік                            | Spacewatch                          |